# Premiera WWE Raw na Netflixie
Premiera Monday Night Raw na Netflixie – gala wrestlingu wyprodukowana przez federację WWE dla zawodników z brandów Raw i SmackDown. Odbyła się 6 stycznia 2025 w Intuit Dome w Inglewood w Kalifornii. Emisja była przeprowadzana na żywo za pośrednictwem serwisu streamingowego Netflix. Ten odcinek Raw oznaczał przejście z tradycyjnej telewizji kablowej na transmisję strumieniową w formacie cyfrowym, a także początek pożegnalnej trasy Johna Ceny. W odcinku pojawił się również raper z Houston, Travis Scott, który miał wykonać nową piosenkę przewodnią programu, ale widziano go palącego coś, co wyglądało na jointa, a występ został odwołany na miejscu. W wydarzeniu wzięli udział The Rock, The Undertaker i Hulk Hogan.
Podczas wydarzenia odbyły się cztery pojedynki. W main evencie CM Punk pokonał Setha „Freakin” Rollinsa. W innych ważnych walkach Roman Reigns pokonał Solo Sikoę w walce Tribal Combat o Ula Fala i uznanie jako Tribal Chief Rodziny Anoaʻi, a Rhea Ripley pokonała Liv Morgan, aby po raz drugi odzyskać Women’s World Championship.

## Produkcja

### Tło
Monday Night Raw to profesjonalny program telewizyjny o wrestlingu, wyprodukowany przez amerykańską promocję WWE. Po raz pierwszy wyemitowano go 11 stycznia 1993 roku w USA Network i od tego czasu stał się najdłużej trwającym cotygodniowym programem w historii telewizji bez powtórek, emitowanym niemal wyłącznie w USA, poza krótkim odcinkiem w TNN (przemianowanym na Spike TV w 2003 roku, a obecnie znanym jako Paramount Network) od 2000 do 2005 roku. Jest to jeden z dwóch flagowych programów telewizyjnych WWE, obok Friday Night SmackDown, a także program o tej samej nazwie dla brandu Raw, pododdziału głównego składu WWE, w którym wrestlerzy są wyłącznie przypisani do występów co tydzień, choć z pewnymi wyjątkami.
23 stycznia 2024 roku TKO Group ogłosiło, że Netflix nabędzie prawa do Raw począwszy od stycznia 2025 roku, w ramach 10-letniej umowy o wartości 500 milionów dolarów rocznie (około dwukrotności wartości obecnej umowy WWE z NBCUniversal). Umowa początkowo obejmie Stany Zjednoczone, Kanadę, Wielką Brytanię i Amerykę Łacińską, a w przyszłości zostaną dodane inne terytoria. Umowa obejmuje również prawa międzynarodowe do treści WWE poza Stanami Zjednoczonymi, w tym SmackDown i NXT, wydarzeń na żywo i innych treści pobocznych. Podczas gdy umowa USA Network na Raw miała wygasnąć w październiku 2024 roku, WWE osiągnęło krótkoterminowe przedłużenie umowy z NBCUniversal, aby utrzymać Raw w sieci do końca roku. W ramach przygotowań do przeniesienia do Netflixa, Raw zostało skrócone z trzech do dwóch godzin od 7 października do 30 grudnia; dziennikarz zajmujący się wrestlingiem Dave Meltzer stwierdził, że było to żądanie zgłoszone przez USA Network.
Następnie podano do wiadomości, że Intuit Dome, który został otwarty w sierpniu 2024 roku w Inglewood w Kalifornii, aby gościć Los Angeles Clippers, ma być gospodarzem debiutanckiego odcinka na Netflixie. WWE potwierdziło lokalizację 18 listopada 2024 roku, a bilety trafią do sprzedaży dla ogółu społeczeństwa 22 listopada. Tego samego dnia ogłoszono, że Travis Scott pojawi się na premierze Netflixa, na której wykona nową piosenkę przewodnią programu.

Logo Raw, które zostało zaprezentowane 16 grudnia 2024 roku przez Paula "Triple H" Levesque’a.

Podczas odcinka The Pat McAfee Show z czerwca 2024 roku dyrektor ds. treści WWE Paul „Triple H” Levesque zauważył, że Netflix zaoferuje większą elastyczność niż obecni partnerzy WWE w odniesieniu do standardów i praktyk, które czasami skutkowały cenzurą części programów WWE w amerykańskiej telewizji. Chociaż na kilka miesięcy przed przeprowadzką na Netflixie pojawiła się tymczasowa oferta Raw z oceną TV-14, prezes WWE Nick Khan później wyjaśnił, że Raw pozostanie programem „przyjaznym rodzinie [...] przyjaznym reklamodawcom”, a odcinki na Netflixie będą miały tę samą ocenę treści TV-PG, która jest stosowana od 2008 roku. 16 grudnia 2024 roku Levesque oficjalnie zaprezentował nowe logo Raw. 4 stycznia 2025 roku Levesque powiedział, że długość serialu na Netflix będzie elastyczna i po raz pierwszy nie będzie miała stałego czasu trwania.

### Rywalizacje
Debiutancki odcinek WWE Raw na Netflixie będzie oferował walki profesjonalnego wrestlingu z udziałem wrestlerów należących do brandów Raw i SmackDown. Oskryptowane rywalizacje (storyline’y) kreowane będą podczas cotygodniowych gal Raw i SmackDown. Wrestlerzy są przedstawieni jako heele (negatywni, źli zawodnicy i najczęściej wrogowie publiki) i face’owie (pozytywni, dobrzy i najczęściej ulubieńcy publiki), którzy rywalizują pomiędzy sobą w seriach walk mających budować napięcie. Kulminacją rywalizacji jest walka wrestlerska lub ich seria.

#### John Cena i The Rock
6 lipca 2024 roku podczas Money in the Bank 16-krotny mistrz świata WWE John Cena oficjalnie ogłosił, że pod koniec 2025 roku przejdzie na emeryturę, ponieważ walczył dla WWE od 2002 roku (choć na pół etatu od 2018 roku). Następnie ogłoszono, że Cena pojawi się w nadchodzącym debiutanckim odcinku Raw na Netflixie. 5 stycznia 2025 roku The Rock potwierdził, że pojawi się w debiutanckim odcinku Raw na Netflixie.

#### Roman Reigns vs. Solo Sikoa
W drugą noc WrestleManii XL w kwietniu Cody Rhodes pokonał Romana Reignsa, zdobywając Undisputed WWE Championship w Bloodline Rules matchu, kończąc historyczne panowanie Reignsa trwające 1316 dni. Po wydarzeniu Reigns zrobił sobie dłuższą przerwę, podczas gdy Solo Sikoa mianował się nowym liderem The Bloodline, usuwając Jimmy’ego Uso i menedżera Paula Heymana z grupy, a dodając Tamę Tongę, Tongę Loę i Jacoba Fatu. Sikoa zaczął również nazywać siebie nowym szefem plemienia grupy, kradnąc Reignsowi Ulę Falę. Reigns ostatecznie powrócił na SummerSlam, aby kosztować Sikoę walkę o tytuł z Rhodesem, stając się face’em po raz pierwszy od 2020 roku. Rhodes i Reigns połączyli siły, aby pokonać Fatu i Sikoę na Bad Blood z pomocą Jimmy’ego. Do Reignsa i Jimmy’ego dołączył później brat bliźniak Jimmy’ego i były członek Bloodline, Jey Uso, który rok temu opuścił grupę na własnych warunkach i został przeniesiony do Raw; ostatecznie przegrali z Sikoa, Fatu i Tamą na Crown Jewel. Były honorowy członek Sami Zayn dołączył do grupy Reignsa, ponownie jednocząc oryginalną wersję The Bloodline (Reigns, The Usos i Zayn). Oni, wraz z CM Punkiem, pokonali Bloodline Sikoa z Bronsonem Reedem w WarGames matchu na Survivor Series: WarGames. 13 grudnia w odcinku SmackDown Reigns wyzwał Sikoa, aby stanął z nim do walki w Tribal Combatcie o Ula Fala i tytuł Tribal Chiefa w debiutanckim odcinku Raw na Netflixie, który później został oficjalnie ogłoszony.

#### CM Punk vs. Seth „Freakin” Rollins
Na Survivor Series WarGames w dniu 25 listopada 2023 roku, bezpośrednio po męskim WarGames matchu, w którym uczestniczył Seth „Freakin” Rollins, CM Punk niespodziewanie powrócił do WWE po 9-letniej nieobecności, ku rozczarowaniu Rollinsa. Obaj kontynuowali rywalizację przez cały 2024 rok podczas rywalizacji Punka z Drew McIntyre’em. Rollins, który również rywalizował z McIntyre’em o World Heavyweight Championship, służył jako sędzia specjalny w walce pomiędzy Punkiem i McIntyre’em na SummerSlam, który Punk przegrał po tym, jak zaatakował Rollinsa, wierząc, że próbuje go sabotować. Ich waśń osiągnęła punkt kulminacyjny na odcinku Raw z 16 grudnia, kiedy obaj obrażali się nawzajem przed bójką na arenie. Później tej samej nocy Generalny Menadżer Raw Adam Pearce ogłosił, że Punk i Rollins zmierzą się ze sobą w debiutanckim odcinku Raw na Netflixie.

#### Pojedynek o Women’s World Championship
Po tym, jak Rhea Ripley z Judgment Day kosztowała Liv Morgan i Raquel Rodriguez WWE Women’s Tag Team Championship w połowie 2023 roku, Ripley i Morgan zostały zaplanowane na walkę, jednak walka nigdy się nie rozpoczęła, ponieważ Ripley brutalnie zaatakowała Morgan stalowym krzesłem, raniąc ramię Morgan i zabierając ją na kilka miesięcy. Morgan powróciła na Royal Rumble 2024 w styczniu, i wyruszyła w "trasę zemsty", której celem było odebranie Ripley Women’s World Championship, ponieważ Ripley zajęła miesiące jej kariery. Na Elimination Chamber: Perth, Morgan poniosła porażkę w tytułowej walce o walkę o Women’s World Championship na WrestleManii XL, stając się ostatnią uczestniczką, która została wyeliminowana przez ostateczną zwyciężczynię Becky Lynch. Ripley zachowałaby swój tytuł przeciwko Lynch podczas pierwszej nocy WrestleManii. Na odcinku Raw po WrestleManii z 8 kwietnia Morgan zaatakowała Ripley za kulisami, co autentycznie zraniło prawą rękę Ripley i zmusiło ją do rezygnacji z mistrzostwa. W ciągu następnych kilku tygodni Morgan zaczęła wykazywać bardziej nikczemne cechy. Na King and Queen of the Ring Morgan zdobyła Women’s World Championship po przypadkowej ingerencji ze strony ekranowej miłości Ripley i kolegi ze stajni Judgment Day, „Dirty” Dominika Mysterio. Morgan następnie ingerowała w walki Judgment Day na ich korzyść. Po powrocie Ripley na odcinku Raw z 8 lipca, walka o tytuł między Ripley i Morgan została zaplanowana na SummerSlam, gdzie Morgan pokonała Ripley, aby zachować Women’s World Championship po pozornie przypadkowej ingerencji ze strony Mysterio. Jednak po walce Mysterio zdradził Ripley i pocałował Morgan, kończąc ich współpracę. Ripley została następnie wyrzucona z grupy, a jej miejsce zajęła Morgan. Po tym, jak Ripley przypięła Morgan w mixed tag team matchu na Bash in Berlin, rrewanż odbył się na Bad Blood, gdzie Ripley wygrała przez dyskwalifikację po tym, jak została zaatakowana przez powracającą Rodriguez. Ponieważ mistrzostwa nie zmieniają rąk poprzez dyskwalifikację lub odliczanie, chyba że jest to przewidziane, Morgan pozostała mistrzynią. Rodriguez została również najnowszą członkinią The Judgment Day. Na Survivor Series: WarGames 30 listopada drużyna Ripley pokonała drużynę Morgan w WarGames matchu, a Ripley przypięła Morgan. Na odcinku Raw z 16 grudnia Ripley ogłosiła, że została nazwana przez Generalnego Menadżera Raw Adama Pearce’a pretendentką numer jeden do mistrzostwa Morgan, a na Raw on Netflix kickoff event 18 grudnia ogłoszono, że walka odbędzie się w debiutanckim odcinku Raw na Netflixie.

#### Drew McIntyre vs. Jey Uso
W odcinku Raw z 2 grudnia Jey Uso został zaatakowany za kulisami przez nieznanego napastnika, później ujawnionego jako Drew McIntyre, który powrócił z krótkiej przerwy w następnym tygodniu i ujawnił się jako napastnik Uso. McIntyre poprzysiągł następnie zniszczyć oryginalną iterację The Bloodline, która kosztowała go Undisputed WWE Universal Championship na Clash at the Castle we wrześniu 2022 roku. Trzy tygodnie później McIntyre ponownie zaatakował Uso, gdy doszło do bójki między dwoma mężczyznami. Później tej nocy Uso poprosił o walke z McIntyre’em na tę noc, ale Generalny Menadżer Raw Adam Pearce zamiast tego zaplanował walkę na debiutancki odcinek Raw na Netflixie.

## Wyniki walk
| Nr                                 | Wyniki                                                                                                 | Stypulacje                                                            | Czas  |
| ---------------------------------- | --- | --------------------------------------------------------------------- | ----- |
| 1                                  | Roman Reigns (z Paulem Heymanem pokonał Solo Sikoę poprzez pinfall                                     | Tribal Combat o Ula Falę i uznanie jako wódz plemienia Rodziny Anoaʻi | 21:30 |
| 2                                  | Rhea Ripley pokonała Liv Morgan (c) (z „Dirty” Dominikiem Mysterio i Raquel Rodriguez) poprzez pinfall | Singles match o Women’s World Championship                            | 11:40 |
| 3                                  | Jey Uso pokonał Drew McIntyre’a poprzez pinfall                                                        | Singles match                                                         | 10:20 |
| 4                                  | CM Punk pokonał Setha „Freakin” Rollinsa poprzez pinfall                                               | Singles match                                                         | 19:15 |
| (c) – mistrz/mistrzyni przed walką | |                                                                       |       |